# Khatchkar d'Espoo
Le khatchkar d'Espoo est une sculpture située à Espoo, en Finlande. Le khatchkar, installé en 2023, est le seul de toute la Finlande. Il symbolise l'amitié arméno-finlandaise et est aussi un lieu de recueillement religieux pour les Arméniens de Finlande.

## Situation
Le khatchkar d'Espoo a été installé dans la cour de l'église Saint-Germain de Tapiola, le lieu de culte orthodoxe de la ville d'Espoo, située dans le quartier du même nom.

## Description
La sculpture est un khatchkar, c'est-à-dire une sculpture arménienne qui se présente sous la forme d'une plaque sculptée dont l'élément principal est une croix centrale (« khatch » = « croix » et « kar » = « pierre »).
La croix composée d'entrelacs et d'éléments végétaux à ses extrémités, est entourée de deux plus petites croix faisant référence à celles du bon et du mauvais larrons qui entouraient Jésus-Christ au moment de la crucifixion.
Un Arevakhach, le symbole arménien de l'éternité, est inséré dans un médaillon dans la partie inférieure de la sculpture.
Des bandeaux latéraux sont composés d'entrelacs. La partie sommitale est composée de cinq petites niches où alternent arbres de vie et croix arméniennes.

## Histoire

### Origines
L'œuvre a été réalisée en Arménie par le sculpteur de khatchkar Hovhannes Stepanyan.
Il s'agit d'une réplique restituant un khatchkar détruit, parmi des milliers d'autres,,, du cimetière arménien de Djoufla, une des plus importantes nécropoles de toute l'histoire arménienne.

### Inauguration
L'inauguration a eu lieu le 19 août 2023 en présence de Léon de Finlande (primat orthodoxe de Finlande), de Kirsti Narinen (en)  (ambassadeur de Finlande en Arménie), de Hayarpi Drmeyan (représentant de l'ambassade d'Arménie en Finlande), de Grigori Yeghiazaryan (vice-président de l'association de la communauté arménienne de Finlande),. Enfin, le khatchkar a été consacré par l'évêque arménien Tiran Petrosyan de Tirana,.